# آرنولد پیهلاک
آرنولد پیهلاک (استونیایی: Arnold Pihlak; ۱۷ ژوئیهٔ ۱۹۰۲ – ۱ نوامبر ۱۹۸۵) بازیکن فوتبال اهل استونی بود.
از باشگاه‌هایی که در آن بازی کرده‌است می‌توان به باشگاه فوتبال آستریا وین اشاره کرد. وی به همراه تیم ملی فوتبال استونی در بازی‌های المپیک تابستانی ۱۹۲۴ شرکت کرده است.